# オータニルリヒカゲ
オータニルリヒカゲ（学名：Ptychandra ohtanii）は、チョウ目（鱗翅目）アゲハチョウ上科ジャノメチョウ科に分類されるチョウの一種。フィリピンの固有種。

## 分布
ルリヒカゲ属はフィリピン諸島が分布の中心で7種中6種が、残るやや小型の1種タルボトルリヒカゲ(P. talboti) がボルネオ島に産する。本種はミンダナオ島・アポ山（3,144 m）とレイテ島で知られているだけである。レイテ産は別亜種(P. o. lizae)になっている。

## 形態
前翅長は25-27 mm。ロルキニイルリヒカゲ(P. lorquinii)のミンダナオ亜種(plateni)に似ているので同定には注意を要するが、オスの前翅表の長毛束の生え方やメスの翅表の色彩や斑紋で見分けることが出来る。

## 生態
発見された当時は稀なものではなかったが、最近は入手が困難になっているようである{{*Treadaway, C. G. & Schrőder, Heinz , 2012. Revised checklist of the butterflies of the Philippine Islands (Lepidoptera: Rhopalocera) Nachr. entomol. Apollo Suppl.20: 1-64.要出典|date=2013年12月20日 (金) 06:07 (UTC)}}。
種名の語源：本種を採集した大谷拓也氏に因む。